# Хрящевка (Упоровский район)
Хрящевка – упразднённая в 1973 году деревня на территории Видоновского сельского поселения Упоровского района Тюменской области. Располагалась на правом берегу реки Кизак на расстоянии 1 км от села Масали ..

## История
Впервые упоминается в метрической книге Николаевской церкви слободы Кизакской 27.12.1765 г.: 
Родился деревни Хрящевой у крестьянина Андрея Калмакова сын при молитвений наречен Гордеем который и посих живых .
  Деревня стояла на песчаном берегу и своё название получила от слова «хрящ» - «крупный песок».
В 1765 году относилась к слободе Кизакской, с 1895 в составе Кизакской волости, с 1919 - Хрящевского сельсовета, с 1924 - Кизакского, с 1934 - Масальского, с 1954 - Видоновского сельсовета .
В 1912 в Хрящевке был хлебозапасной магазин, торговая лавка, 3 ветряных мельниц и 1 водяная мельница.
В 1930 году образован колхоз  им. Андреева, в 1950 вошел в состав колхоза им. Сталина (с. Масали в 1956 году в составе колхоза «Ленинский путь» (д. Видонова). В 1961 году колхоз «Ленинский путь» вошел в состав зерносовхоза "Емуртлинский". Решением Упоровского РИК от 28.11.1973 года деревня Хрящевка упразднена.
Деревня состояла из одной улицы и 5 переулков, которые поднимались вверх по склону реки Кизак на конный двор. В конце деревни располагалась каменная школа, две мельницы, интернат, где жили дети из д.Маркова.

## Население
По ревизской сказке 1782 года в д. Хрящевке жили: Боровковы-6, Иноземцевы-13, Крашенинины-36, Лукьяновы-4, Ренёвы-3, Шапошниковы-5, Шатуновы-2 .
| 1782 | 1816 | 1834 | 1858 | 1897 | 1926 |
| 69   | 69   | 181  | 786  | 305  | 285  |

По ревизской сказке 1858 года в Хрящевке жили 786 человек, из них 548 человек переселенцы из Калужской губернии.